# Стрелок (фильм Фукуа)
«Стрело́к» (англ. Shooter) — американский художественный фильм 2007 года режиссёра Антуана Фукуа, снятый по роману Стивена Хантера «Снайпер».

## Сюжет
Бывший сержант морской пехоты Боб Ли Суэггер (Марк Уолберг) — один из немногих снайперов в США, который может поразить цель на большом расстоянии. Он живёт в своём доме в горах, пока внезапно к нему не заявляется полковник Джонсон (Дэнни Гловер). Он просит Суэйггера помочь ему выследить снайпера-убийцу, который собирается убить президента во время его выступления в четырёх городах. Боб соглашается и ему удаётся определить наиболее удобную позицию для выстрела, которая находится в Филадельфии. 
Однако по приказу Джонсона, который оказался предателем, Ли пытаются убить, но он убегает с ранениями. Перед тем как исчезнуть Ли успевает сказать агенту ФБР Нику Мемфису, что его подставили. Неизвестный снайпер тем временем убивает архиепископа из Африки. Мемфис замечает, что подозрительно быстро у силовых органов появился полный комплект улик на Суэггера и начинает собственное расследование. Сержант направляется к своей знакомой — Саре Фенн, вдове погибшего солдата Донни, который был другом Ли. Сара принимает Ли и помогает ему поправиться, после чего у них возникает роман. Дабы выйти на преступников, Суэйггер с помощью Сары связывается с агентом Ником Мемфисом, но того похищают неизвестные. Суэйггер следует по следам преступников и освобождает Ника, убив вместе с ним всех наёмников. Они объединяют усилия. Героям удаётся выйти на снайпера, по имени  Михайло Щербак, который стрелял во время речи президента. Он рассказывает, что истинной целью был архиепископ, так как группа наёмников по приказу сенатора Мичама убила в Африке жителей небольшой деревни, чтобы построить нефтяную вышку. Боб узнает, что косвенно поучаствовал в этой расправе: по приказу командования задержал, убивая, африканских военных, которые шли на выручку жителям деревни. После этого он с корректировщиком (Донни) должны были погибнуть, но Суэггер выжил, уничтожив вертолет из снайперской винтовки. Щербак кончает жизнь самоубийством, а на Ли и Мемфиса нападают убийцы, но им удаётся выжить. 
Джонсон приказывает схватить Сару и назначает Суэйггеру встречу в горах. Боб приезжает на место, туда же на вертолёте прилетает и сам Мичам вместе с охраной. Ли освобождает Сару и убивает всех наёмников, уничтожая запись со словами бывшего снайпера. Посланные Мемфисом агенты ФБР арестовывают всех находящихся. На суде Джонсона и Мичама оправдывают, и они торжествующе уходят. Вечером Ли приходит на дачу, где устроились сенатор и Джонсон, и без жалости убивает их, сжигая дом. В конце Суэйггер вместе с Сарой уезжают на машине в неизвестном направлении.

## В ролях
- Марк Уолберг — Боб Ли Суэггер[англ.]
- Майкл Пенья — Николас (Ник) Мемфис
- Дэнни Гловер — полковник Айзек Джонсон
- Кейт Мара — Сара Фенн
- Элиас Котеас — Джек Пейн
- Раде Шербеджия — Майкл Сандор / Михайло Щербак
- Нед Битти — сенатор Чарльз Ф. Мичам
- Рона Митра — Алурдес Галиндо
- Джонатан Ллойд Уокер — Брент Добблер
- Луис Феррейра — Говард Парнелл
- Тейт Донован — Расс Тёрнер
- Левон Хелм — мистер Рейт
- Майк Допуд — командир наёмников
- Зак Сантьяго — агент
- Брайан Маркинсон — генеральный прокурор США Рассерт
- Майкл Ст.Джон Смит — директор ФБР Брандт
- Дин Маккензи — архиепископ Десмонд Мутумбо
- Том Батлер — президент США

## Музыка
Музыка к фильму была написана Марком Манчиной. Саундтрек вышел на Lakeshore Records 27 марта 2007 года. Песня «Отвратительное письмо» Отиса Тейлора звучит в конце фильма и в титрах.

## Локации
Большинство сцен фильма было снято в Нью-Вестминстере, Камлупсе, Мишне, Эшкрофте и Кэш-крик в Британской Колумбии, в Канаде. Сцена побега Суэггера снималась возле реки Фрейзер. Погоня и потопление машины снята на 6-й улице и набережной Нью-Уэстминстера, последующая сцена, где Суэггер, прицепившись к земснаряду плывет вверх по реке Делавэр, снималась там же, возле моста Паттулло.
Сцена убийства патриарха Эфиопского снята в Национальном историческом парке Независимости перед Индепенденс-холлом в Филадельфии. Снайперская позиция была создана искусственно, с использованием экстерьеров церковного шпиля на стыке Нью-стрит и Северной 4-й улицы в сочетании с видом из другого здания для создания вымышленного вида на парк.
Сцена вооруженного противостояния в горах снята на леднике Рэйнбоу, возле курортного городка Уистлер.
Финальная сцена перед титрами снята на дороге Benton Crossing Road в Бентон Кроссинг, в 10 милях от Маммот Лейкс.

## Бюджет и сборы
В США и Канаде сборы фильма составили 47 млн долларов, сборы во всём мире: 95,7 млн долларов при производственном бюджете 61 млн долларов.

## Телеадаптация
С 2016 по 2018 год USA Network показывала одноимённый сериал, основанный на фильме и книге. Продюсером выступил Марк Уолберг, главную роль исполнил Райан Филипп.